# Бадьяёль (приток Большого Патока)
Бадьяёль — река в России, протекает в районе Печора Республики Коми. Устье реки находится в 51 км по правому берегу реки Большой Паток. Длина реки составляет 23 км.
Река начинается на западных склонах Приполярного Урала юго-западнее горы Сабля. Генеральное направление течения — юг. Всё течение проходит по ненаселённой, холмистой тайге в черте национального парка Югыд ва. Приток — Бадьявож (левый). Впадает в Большой Паток чуть выше острова Лыскади. В нижнем течении ширина реки около 18 метров, скорость течения — 0,8 м/с.

## Данные водного реестра
По данным государственного водного реестра России относится к Двинско-Печорскому бассейновому округу, водохозяйственный участок реки — Печора от водомерного поста у посёлка Шердино до впадения реки Уса, речной подбассейн реки — бассейны притоков Печоры до впадения Усы. Речной бассейн реки — Печора.
Код объекта в государственном водном реестре — 03050100212103000062774.